# Sara Johansson
Sara Johansson, född 23 januari 1980 i Karlshamn, är en svensk före detta fotbollsspelare som spelat för Hammarby IF DFF och det svenska landslaget. Hon gjorde sin landslagsdebut den 8 september 2000 i en match mot Norge som slutade med en 2-1-vinst.